# Aegialites canadensis
Aegialites canadensis är en skalbaggsart som beskrevs av Zerche 2004. Aegialites canadensis ingår i släktet Aegialites och familjen trädbasbaggar. Inga underarter finns listade i Catalogue of Life.